# Réserve indienne de Fond du Lac
Fond du Lac (ou Nah-Gah-Chi-Wa-Nong (Nagaajiwanaang dans l'orthographe Double Vowel), signifiant « Là où le courant est bloqué » en ojibwé) est une réserve indienne américaine située dans le Minnesota, habitée par la bande ojibwée de Fond du Lac.

## Histoire
La tribu a cédé des terres aux États-Unis dans le cadre d'un traité de 1837, avec d'autres tribus ojibwa, les terrains étaient situés principalement du centre-est du Minnesota au centre-nord du Wisconsin. Par la suite, dans le cadre du traité de La Pointe de 1842 (en anglais : Treaty of La Pointe) deux traités furent signés entre le gouvernement des États-Unis et les Amérindiens Chippewas de la Nation Ojibwé au milieu du XIXe siècle.
Les deux traités imposaient aux Amérindiens de renoncer à la majeure partie de leurs territoires ancestraux. Le premier traité de La Pointe fut signé en 1842 et le second en 1854.
Dans le cadre du traité de 1854, la tribu et d’autres tribus ojibwa des Chippewa du lac Supérieur (situées en grande partie sur la rive nord du lac Supérieur, dans le Minnesota), durent céder  aux États-Unis de vastes étendues de terres situées principalement dans le bassin hydrographique du lac Supérieur, dans le Wisconsin et dans la péninsule supérieure ouest du Michigan. Les États-Unis ont cantonné la réserve indienne de Fond du Lac plus en amont de la rivière Saint-Louis, à son emplacement actuel. La réserve originale de Nagaajiwanaang était 1,25 fois supérieure à sa taille actuelle.
Lors des discussions relatives aux traités, les représentants américains avaient promis l'inclusion des lacs Perch et Big, dans leur territoire. Mais ceux-ci furent exclus de la réserve initiale lors de la redistribution des terres. Après un jugement en appel fait, contre les États-Unis, la tribu a reçu la concession de la réserve vers le sud dans laquelle furent inclus les deux lacs mentionnés, mais elle fut contrainte d'accepter une réduction de ses limites occidentales.

## Géographie

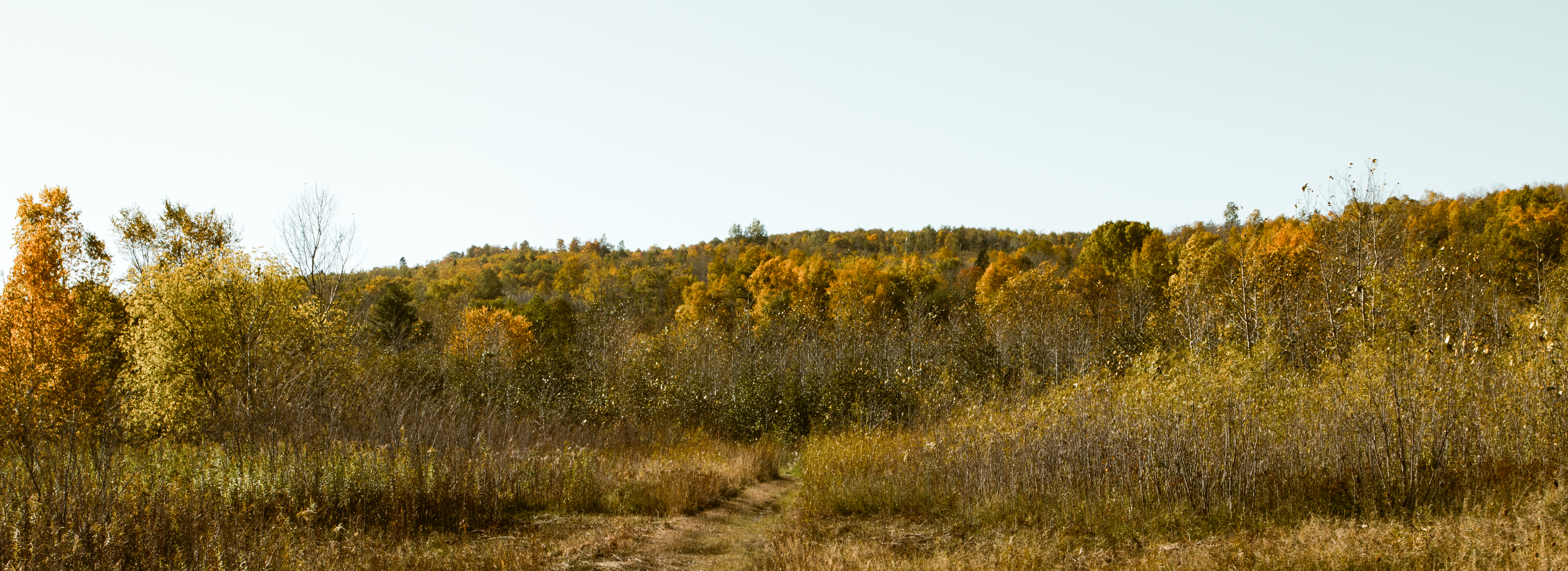
Automne à Duluth

La réserve indienne Fond du Lac est une réserve située au nord du Minnesota, près de Cloquet dans le comté de Carlton, au bord de la rivière Saint Louis. Les avoirs hors réserve se trouvent dans l’ensemble de l’État, dans le comté de Douglas , au nord-ouest du Wisconsin. La superficie totale de ces terres tribales est de 398 437 km2.
C’est la base pour la Bande du Fond du Lac Chippewa du Lac Supérieur. Avant la création de cette réserve, la bande de Fond du lac se situait, près de l'embouchure de la rivière Saint-Louis, où la ville de Duluth s'est développée. Duluth est le siège du comté de Saint Louis, dans le Minnesota, dans le nord des États-Unis. La ville se trouve à l'ouest du lac Supérieur et elle est reliée à l’océan Atlantique grâce au système des Grands Lacs et au canal Érié.

## Gouvernance

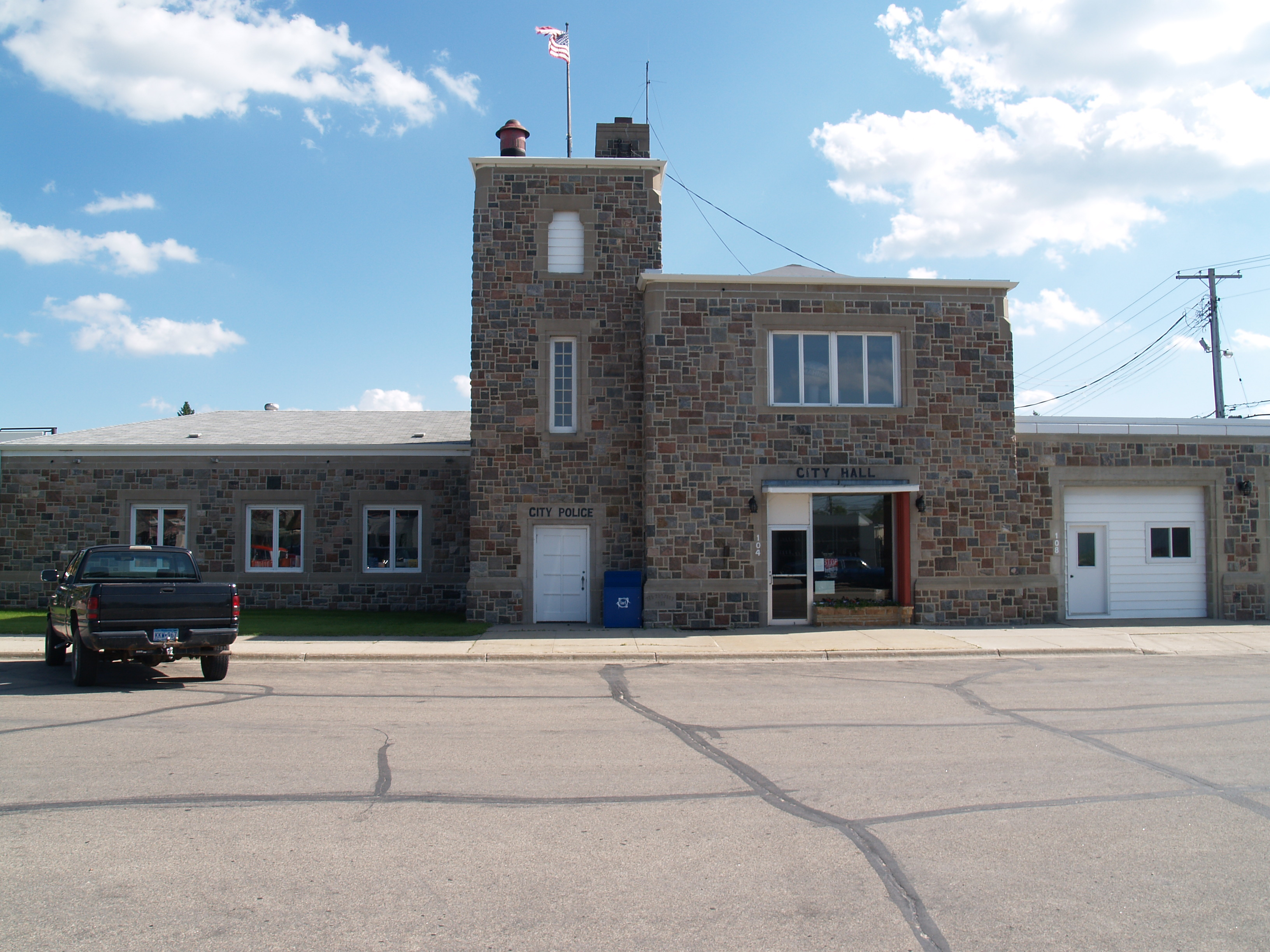
Mahnomen.- Hôtel de ville

Le Fond du Lac a adopté une constitution écrite avec un gouvernement élu. Il gère des services sociaux, des logements tribaux, une force de police tribale, un bâtiment dédié aux ressources naturelles, une station-service, trois centres communautaires ainsi qu’une clinique et une pharmacie privées dénommées  Min No Aya Win Health Centre. La tribu exploite également deux dispensaires annexes, l’un à Duluth, nommé Centre pour les ressources des Amérindiens (CAIR), et l’autre à Minneapolis, la pharmacie Mashkiki Waakaaigan (maison médicale). Il a de nombreux membres qui vivent dans ces zones urbaines.

## Démographie
Sa population s'élève en 2016 à 4 048 habitants selon l'American Community Survey.
| Groupe            | Fond du Lac | Minnesota | États-Unis |
| ----------------- | ----------- | --------- | ---------- |
| Blancs            | 54,6        | 85,3      | 72,4       |
| Amérindiens       | 39,1        | 1,1       | 0,9        |
| Métis             | 4,2         | 2,4       | 2,9        |
| Autres            | 0,8         | 11,2      | 23,8       |
| Total             | 100         | 100       | 100        |
|                   |             |           |            |
| Latino-Américains | 2,4         | 4,7       | 16,7       |

Selon l'American Community Survey, pour la période 2011-2015, 92,26 % de la population âgée de plus de 5 ans déclare parler l'anglais à la maison, 5,77 % l'ojibwé et 1,97 % une autre langue.

## Localités

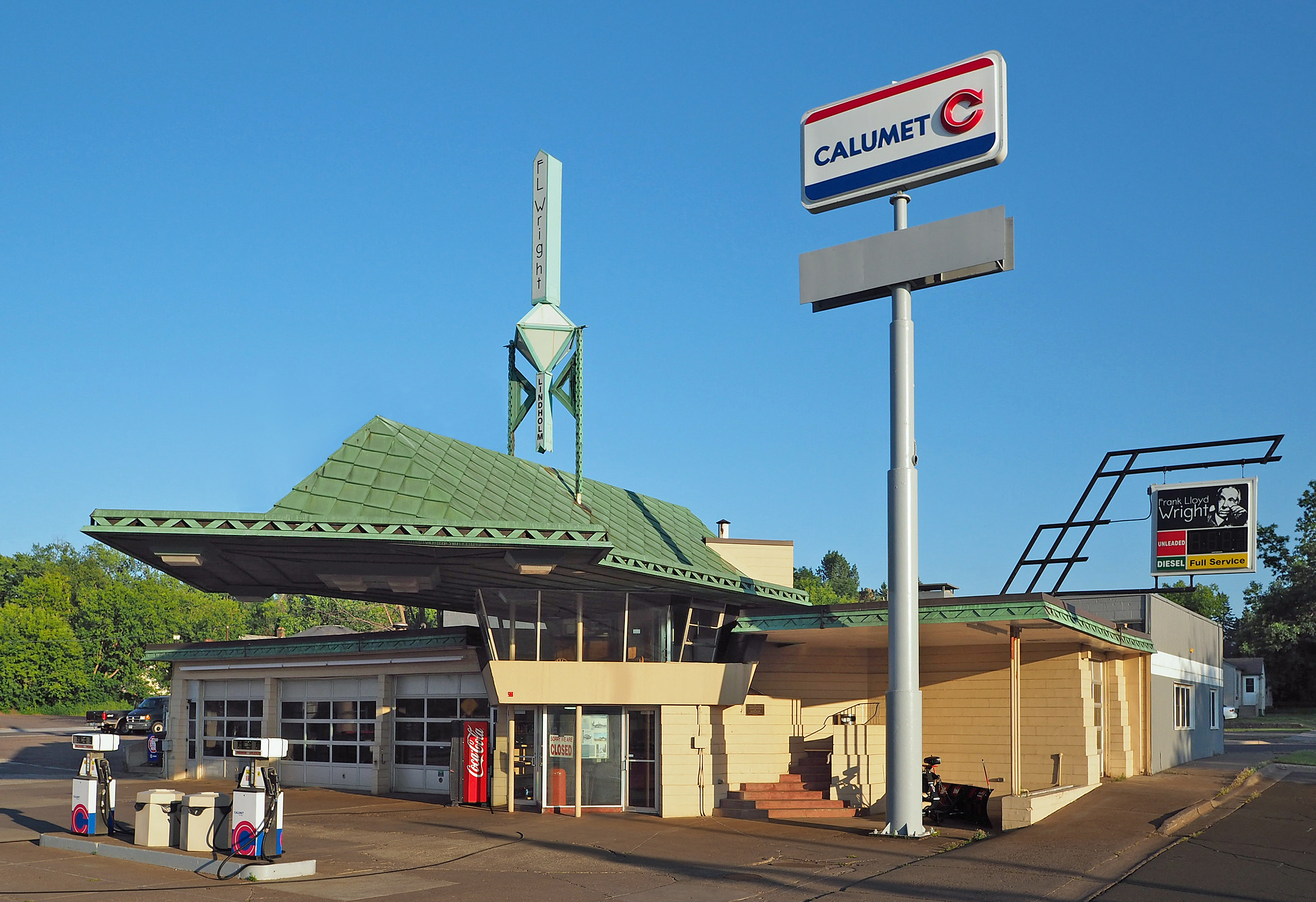
Cloquet, Station service Lindholm

- Big Lake  dans le Comté de Carlton,
- Brookston
- Cloquet (en partie)
- Mahnomen

## Townships

### Subdivisions
Le comté de Saint Louis comprend 27 municipalités (cities), 72 townships et, en partie, deux réserves indiennes. (Bois Forte et la réserve indienne de Fond du Lac).

#### Subdivisions de la réserve Fond du Lac
- Arrowhead Township (en)
- Brevator Township (en)
- Brookston (Minnesota)
- Cloquet, Minnesota
- Culver Township (en)
- North Carlton (en)
- Perch Lake Township (en)
- Stoney Brook Township (en)
- Twin Lakes Township (en)

## Économie
La tribu possède deux casinos : le Black Bear Casino à Carlton, et le Minnesota et Fond du Luth Casino à Duluth .